# Король Сян (Вей)
Король Сян (Вей) (кит.: 魏襄王) (помер 296 р. до н.е.), особисте ім’я Вей Си (кит.: 魏嗣), був королем держави Вей з 318 р. до н.е. до 296 р. до н.е. 

## Біографія
Він був сином короля Хуея (Вей). У 318 р. до н.е., за пропозицією міністра Вей, Ґунсуня Яня, уклав союз проти царства Цінь, створений королем Хвайом (Чу), який також включав держави Чжао, Хань і Янь. Згодом держава Чу зрадила цей союз.
У 317 році до нашої ери за пропозицією канцлера Чжан Ї, король Сян уклав союз із царством Цінь. Щоб покарати Чу за зраду альянсу 5-ти держав, у 312 р. до н.е. король Сян послав армію для нападу на місто Денчен у державі Чу (сучасна частина округу Шаншуй, Чжоукоу, провінція Хенань).
Згодом і сама держава Вей зазнала нападу від Ці в 310 році до н.е., через що король Сян зустрівся з королем У (Цінь) в місті Ліньцзіні (сучасна частина округу Ліньї, Юньчен, провінція Шаньсі). У 308 році до нашої ери два королі знову зустрілися вже у місті Їнчен (сучасна частина Сяоганя, Хубей), щоб спланувати напад на Хань.
У 306 р. до н.е., після смерті короля У (Цінь), союз розпався, у результаті чого Цінь атакували та зайняли місто Пубан. Канцлер Цінь, Ґань Мао, перейшов на бік Вей, і сили вторгнення були відкинуті. У 303 році до нашої ери Цінь скористалася союзом Вея з державами Ці та Хань проти Чу, щоб розпочати друге вторгнення.
У 302 році до нашої ери відносини між Вей і Цінь нормалізувалися, у Ліньцзіні король Сян зустрівся з королем Цінь, Чжаосяном, а також наслідним принцом держави Хань — Хань Іном. Під час зустрічі Цінь погодилась повернути місто Пубань. Це дозволило союзу Вей, Хань і Ці завдати великої поразки Чу в 301 році до нашої ери. У 299 р. до н.е. король Сян зустрівся з королем Міном (Ці) і королем Уліном (Чжао) у столиці Хань, місті Сіньчжен (сучасний Хенань), щоб запропонувати альянс із 4-ма державами — Ці, Хань, Вей і Чжао проти Цінь.
Саме в гробниці цього короля в 279 році нашої ери були знайдені Бамбукові аннали, ця подія отримала назву «відкриття Цзічжун».